# Виктор Фонтан
Виктор Фонтан (фр. Victor Fontan; 18. јун 1892. — 2. јануар 1982) је бивши Француски професионални бициклиста у периоду од 1923. до 1930 године. Највећи успеси су му освајање трка у Шпанији, Вуелта Каталоније (шп. Volta Ciclista a Catalunya) и Тура Баскијске земље (шп. Vuelta Ciclista al País Vasco). На Тур де Франсу 1929. био је један од тројице возача који су носили жуту мајицу на истој етапи, јер су имали исто време. Тако нешто се није десило више никад у историји Тура.

## Детињство и аматерска каријера
Фонтан је рођен у Поуу, али се као млад преселио у Нај. Његов отац је био произвођач кломпи. Оженио се са локалном девојком, Џеном Ларкеј, са којом је имао двоје деце. Сина, који је био хирург кад је одрастао и кћерку, која је била учитељица.
Аматерску каријеру је почео 1910. године, а 1913. је постао професионалац. Његова каријера је брзо прекинута, због почетка Првог светског рата. Фонтан је у рату двапут погођен у ногу.

## Професионална каријера
Након демобилизације 1920. вратио се бициклизму и био је најбољи возач на југозападу. Нерадо је возио далеко од куће, па није био привлачан националним спонзорима. Прву победу остварио је 1923. на трци у Корезеу. Наредне две године није остварио ниједну победу, а 1924. је возио Тур де Франс по први пут, али није успио да га заврши, повукао се током осме етапе. Претпостављало се да је превише стар за тако интензивну трку, а и није био познат ван југозапада. На наредну победу чекао је до 1926. када је славио на трци у Бордоу, а затим је освојио Вуелта Каталонију, уз три етапне победе. То му је био највећи успех у каријери. Тај успех је поновио и наредне, 1927. године, а уз Вуелта Каталонију, освојио је и Тур Баскијске земље.
1928. возио је по први пут Ђиро д'Италију и освојио је четврто место. На Тур де Франсу, возио је за локалног спонзора. Његов тим је био јако слаб и Фонтан је губио доста времена водећи рачуна о другима. Није могао да их остави јер седам етапа су били тимски хронометри. Тек кад се отишло у планине, Фонтан је могао да вози како хоће, победио је на седмој етапи, у Бордоу, али већ је био сат времена иза лидера. Победио је и на деветој етапи, са седам минута. На крају, завршио је Тур на седмом месту, пет сати иза Николаса Франца, који је био лидер од почетка до краја. Фонтан је освојио тада незваничну брдску класификацију.
1929. није остварио ниједну победу. Тур де Франс је те године имао 22 етапе, укључујући и најдужу икада, 366 километара. Фонтан је возио као индивидуалац, што му је донело жуту мајицу у Бордоу. Проблем за организаторе је био тај што су и Николас Франц и Андре Ледик стигли заједно са Фонтаном и сва тројица су имала исто време. И први и једини пут на Тур де Франсу, жуту мајицу су носила три возача истог дана. То је трајало само један дан, јер је већ на наредној етапи, Гастон Ребри узео мајицу. Њих тројица су, након те етапе, заузимали друго место, са и даље истим временом. Фонтан је вратио жуту мајицу дан касније, али је опет имао само један дан, јер је наредног дана пао и поломио је предњу виљушку. Имао је право да вози други бицикл, али је претходно морао да покаже судијама поломљени. Судије су већ биле прошле испред, а Фонтан није имао други бицикл. Стигао је до оближњег села и ишао је од куће до куће тражећи да му позајме бицикл. Када му га је сељанин позајмио, Фонтан се упутио кроз Пиринеје са својим бициклом на леђима. То је било превише за њега и одустао је у шест ујутру. Те године, Тур је први пут коментарисан уживо, преко радија, и коментатори су назначили да би требало променити правила, јер возач не треба да изгуби Тур због проблема са бициклом. Наредне године, организатор Тура, Хенри Дегранж, је модификовао правила и дозволио је да тимски возачи мењају бицикла, а такође је увео националне тимове, уместо комерцијалних.

## Крај каријере и смрт
Фонтан је каријеру завршио 1930. године. Задњу победу остварио је на трци у Корезеу. Возио је и Тур де Франс, за француски национални тим, али био је превише стар да би остварио веће успехе и повукао се током девете етапе. Након Тура, завршио је каријеру и почео је да се бави транспортом. Умро је 1982. године. Сахрањен је заједно са својим сином на гробљу преко реке Гаве.